# Piletocera signiferalis
Piletocera signiferalis là một loài bướm đêm trong họ Crambidae.